# Hamburger Sport-Verein 1963-1964
Questa voce raccoglie le informazioni riguardanti l'Hamburger Sport-Verein nelle competizioni ufficiali della stagione 1963-1964.

## Stagione
Nella stagione 1963-1964 l'Amburgo, allenato da Martin Wilke e Georg Gawliczek, concluse il campionato di Bundesliga al 6º posto. In Coppa di Germania l'Amburgo fu eliminato al primo turno dal Fürth. In Coppa delle Coppe l'Amburgo fu eliminato ai quarti di finale dall'Olympique Lione.

## Rosa
| N. |                     | Ruolo | Calciatore         |
| -- | ------------------- | ----- | ------------------ |
|    | Germania (bandiera) | P     | Hans Krämer        |
|    | Germania (bandiera) | P     | Horst Schnoor      |
|    | Germania (bandiera) | D     | Harry Bähre        |
|    | Germania (bandiera) | D     | Lothar Kröpelin    |
|    | Germania (bandiera) | D     | Gerd Krug          |
|    | Germania (bandiera) | D     | Jürgen Kurbjuhn    |
|    | Germania (bandiera) | D     | Jochen Meinke      |
|    | Germania (bandiera) | D     | Erwin Piechowiak   |
|    | Germania (bandiera) | D     | Helmut Sandmann    |
|    | Germania (bandiera) | D     | Hubert Stapelfeldt |
|    | Germania (bandiera) | C     | Willi Giesemann    |

| N. |                     | Ruolo | Calciatore     |
| -- | ------------------- | ----- | -------------- |
|    | Germania (bandiera) | C     | Dieter Seeler  |
|    | Germania (bandiera) | C     | Peter Wulf     |
|    | Germania (bandiera) | A     | Fritz Boyens   |
|    | Germania (bandiera) | A     | Horst Dehn     |
|    | Germania (bandiera) | A     | Bernd Dörfel   |
|    | Germania (bandiera) | A     | Gert Dörfel    |
|    | Germania (bandiera) | A     | Ernst Kreuz    |
|    | Germania (bandiera) | A     | Uwe Reuter     |
|    | Germania (bandiera) | A     | Uwe Seeler     |
|    | Germania (bandiera) | A     | Claus Vogler   |
|    | Germania (bandiera) | A     | Peter Woldmann |

## Organigramma societario
Area tecnica
- Allenatore: Georg Gawliczek
- Allenatore in seconda:
- Preparatore dei portieri:
- Preparatori atletici:

## Calciomercato

### Sessione estiva
| Acquisti | Acquisti        | Acquisti      | Acquisti |
| R.       | Nome            | da            | Modalità |
| -------- | --------------- | ------------- | -------- |
| A        | Fritz Boyens    | Holstein Kiel |          |
| A        | Bernd Dörfel    | Amburgo II    |          |
| C        | Willi Giesemann | Bayern Monaco |          |
| A        | Peter Woldmann  | Amburgo II    |          |

| Cessioni | Cessioni        | Cessioni               | Cessioni |
| R.       | Nome            | a                      | Modalità |
| -------- | --------------- | ---------------------- | -------- |
| A        | Hans-Georg Dulz | Eintracht Braunschweig |          |
| A        | Rolf Fritzsche  | Hessen Kassel          |          |
| C        | Peter Haack     | Bergedorf              |          |
| C        | Klaus Neisner   | Bergedorf              |          |

## Risultati

### Bundesliga

#### Girone di andata
| Arbitro: | Tschenscher |

|          |           |            |
| Dörr 70’ | Marcatori | 86’ Dörfel |

| Arbitro: | Baumgärtel |

|                                 |           |                   |
| Dörfel 45’, 55’, 78’ Seeler 70’ | Marcatori | 29’, 37’ Krafczyk |

| Arbitro: | Malka |

|  |           |                                          |
|  | Marcatori | 12’, 44’ Dörfel 17’ Seeler 53’ Giesemann |

| Arbitro: | Weyland |

|                           |           |  |
| Seeler 3’, 53’ Dörfel 57’ | Marcatori |  |

| Arbitro: | Kreitlein |

|              |           |  |
| Herrmann 26’ | Marcatori |  |

| Arbitro: | Riegg |

|                                                          |           |            |
| Kreuz 24’ Seeler 57’ Seeler 60’ Giesemann 61’ Dörfel 70’ | Marcatori | 45’ Faeder |

| Arbitro: | Sturm |

|                                    |           |                       |
| Zebrowski 10’ Schütz 14’, 47’, 79’ | Marcatori | 25’ Dörfel 55’ Seeler |

| Arbitro: | Mathieu |

|                                                      |           |  |
| Seeler 19’ (rig.), 22’, 76’ Dörfel 38’ Giesemann 72’ | Marcatori |  |

| Arbitro: | Lutz |

|                    |           |             |
| Giesemann 21’, 72’ | Marcatori | 33’ Wuttich |

| Arbitro: | Fischer |

|                                          |           |  |
| Walenciak 58’, 70’ Nolden 61’ Sabath 67’ | Marcatori |  |

| Arbitro: | Kandlbinder |

|                                  |           |            |
| Thielen 24’, 74’ Müller 52’, 55’ | Marcatori | 18’ Dörfel |

| Arbitro: | Treichel |

|            |           |             |
| Boyens 52’ | Marcatori | 5’ Hoffmann |

| Arbitro: | Tschenscher |

|                           |           |                       |
| Richter 4’, 84’ Meier 32’ | Marcatori | 78’ Seeler 83’ Seeler |

| Arbitro: | Fritz |

|                 |           |          |
| Seeler 51’, 85’ | Marcatori | 7’ Wosab |

| Arbitro: | Schörnich |

|                                         |           |                      |
| Strehl 10’ Morlock 67’ Flachenecker 78’ | Marcatori | 35’ Seeler 52’ Kreuz |

#### Girone di ritorno
| Arbitro: | Regely |

|                                                   |           |  |
| Seeler 24’, 71’, 84’ Piechowiak 36’ Giesemann 46’ | Marcatori |  |

| Arbitro: | Sparing |

|              |           |            |
| Krafczyk 54’ | Marcatori | 78’ Seeler |

| Arbitro: | Niemeyer |

|            |           |             |
| Seeler 58’ | Marcatori | 28’ Metzger |

| Arbitro: | Mathieu |

|                         |           |                 |
| Huberts 41’ Lindner 83’ | Marcatori | 44’, 54’ Seeler |

| Arbitro: | Handwerker |

|                                |           |            |
| Wulf 61’ Seeler 73’ Dörfel 80’ | Marcatori | 81’ Libuda |

| Arbitro: | Fischer |

|            |           |                      |
| Faeder 77’ | Marcatori | 11’ Bähre 76’ Dörfel |

| Arbitro: | Pooch |

|           |           |          |
| Seeler 2’ | Marcatori | 13’ Jung |

| Arbitro: | Weyland |

|                                                                          |           |                      |
| Heiß 4’, 8’ Brunnenmeier 16’, 57’, 80’ Kohlars 49’, 89’ Küppers 59’, 75’ | Marcatori | 9’ Dörfel 71’ Seeler |

| Arbitro: | Seekamp |

|                          |           |            |
| Wuttich 60’ Schrader 80’ | Marcatori | 86’ Dörfel |

| Arbitro: | Kreitlein |

|                                  |           |                     |
| Vogler 74’ Boyens 80’ Dörfel 89’ | Marcatori | 26’, 56’, 73’ Gecks |

| Arbitro: | Fritz |

|                  |           |           |
| Kreuz 41’ (rig.) | Marcatori | 83’ Weber |

| Arbitro: | Malka |

|                       |           |                      |
| Höller 44’ Geiger 65’ | Marcatori | 23’ Seeler 71’ Kreuz |

| Arbitro: | Schmidt |

|                                                         |           |                                   |
| Dehn 35’, 52’ Seeler 68’, 78’, 86’ Kreuz 88’ Boyens 90’ | Marcatori | 50’ Wrenger 53’ Richter 85’ Meier |

| Arbitro: | Fischer |

|                                                      |           |                 |
| Rylewicz 31’ Emmerich 38’, 64’ Brungs 55’ Redder 85’ | Marcatori | 56’, 86’ Seeler |

| Arbitro: | Wieser |

|                     |           |                      |
| Seeler 31’ Dehn 55’ | Marcatori | 10’ Wild 53’ Morlock |

### Coppa di Germania
| Arbitro: | Radermacher |

|            |           |               |
| Seeler 57’ | Marcatori | 73’ Schneider |

| Arbitro: | Conrad |

|                              |           |            |
| Brzuske 39’ Knopf 98’ (rig.) | Marcatori | 52’ Seeler |

### Coppa delle Coppe
| Arbitro: | Obtulovič |

|                                 |           |  |
| Boyens 28’, 32’, 63’ Seeler 38’ | Marcatori |  |

| Arbitro: | Roomer |

|                           |           |                                 |
| Winandy 70’ Bernardin 88’ | Marcatori | 20’, 62’ Giesemann 83’ Kurbjuhn |

| Arbitro: | Marchese |

|                                              |           |                                              |
| Pereda 24’ Fusté 37’ (rig.), 82’ Zaballa 50’ | Marcatori | 18’, 71’ Seeler 33’ Dörfel 61’ (aut.) Eladio |

| Amburgo 11 dicembre 1963, ore CET Secondo turno | Amburgo | 0 – 0 referto | Barcellona | Volksparkstadion (62 035 spett.)\| Arbitro: \| Huber \| |
| Arbitro:                                        | Huber   |               |            |                                                         |

| Arbitro: | Mellet |

|                           |           |                 |
| Bähre 52’ Seeler 66’, 83’ | Marcatori | 62’, 64’ Kocsis |

| Arbitro: | Jonni |

|            |           |            |
| Dörfel 22’ | Marcatori | 11’ Mignot |

| Arbitro: | Mellet |

|                 |           |  |
| Combin 15’, 62’ | Marcatori |  |

## Statistiche

### Statistiche di squadra
| Competizione      | Punti | In casa | In casa | In casa | In casa | In casa | In casa | In trasferta | In trasferta | In trasferta | In trasferta | In trasferta | In trasferta | Totale | Totale | Totale | Totale | Totale | Totale | DR  |
| Competizione      | Punti | G       | V       | N       | P       | Gf      | Gs      | G            | V            | N            | P            | Gf           | Gs           | G      | V      | N      | P      | Gf     | Gs     | DR  |
| ----------------- | ----- | ------- | ------- | ------- | ------- | ------- | ------- | ------------ | ------------ | ------------ | ------------ | ------------ | ------------ | ------ | ------ | ------ | ------ | ------ | ------ | --- |
| Bundesliga        | 32    | 15      | 9       | 6       | 0       | 45      | 18      | 15           | 2            | 4            | 9            | 24           | 42           | 30     | 11     | 10     | 9      | 69     | 60     | +9  |
| Coppa di Germania | -     | 1       | 0       | 1       | 0       | 1       | 1       | 1            | 0            | 0            | 1            | 1            | 2            | 2      | 0      | 1      | 1      | 2      | 3      | -1  |
| Coppa delle Coppe | -     | 4       | 2       | 2       | 0       | 8       | 3       | 3            | 1            | 1            | 1            | 7            | 8            | 7      | 3      | 3      | 1      | 15     | 11     | +4  |
| Totale            | 32    | 20      | 11      | 9       | 0       | 54      | 22      | 19           | 3            | 5            | 11           | 32           | 52           | 39     | 14     | 14     | 11     | 86     | 74     | +12 |

### Andamento in campionato
| Giornata  | 1 | 2 | 3 | 4 | 5 | 6 | 7 | 8 | 9 | 10 | 11 | 12 | 13 | 14 | 15 | 16 | 17 | 18 | 19 | 20 | 21 | 22 | 23 | 24 | 25 | 26 | 27 | 28 | 29 | 30 |
| --------- | - | - | - | - | - | - | - | - | - | -- | -- | -- | -- | -- | -- | -- | -- | -- | -- | -- | -- | -- | -- | -- | -- | -- | -- | -- | -- | -- |
| Luogo     | T | C | T | C | T | C | T | C | C | T  | T  | C  | T  | C  | T  | C  | T  | C  | T  | C  | T  | C  | T  | T  | C  | C  | T  | C  | T  | C  |
| Risultato | N | V | V | V | P | V | P | V | V | P  | P  | N  | P  | V  | P  | V  | N  | N  | N  | V  | V  | N  | P  | P  | N  | N  | N  | V  | P  | N  |
| Posizione | 5 | 5 | 3 | 1 | 4 | 2 | 4 | 3 | 2 | 2  | 6  | 6  | 7  | 6  | 7  | 6  | 6  | 6  | 6  | 5  | 3  | 4  | 5  | 6  | 6  | 6  | 6  | 6  | 6  | 6  |

Legenda:

Luogo: C = Casa; T = Trasferta. Risultato: V = Vittoria; N = Pareggio; P = Sconfitta.

### Statistiche dei giocatori
| Giocatore      | Bundesliga | Bundesliga | Bundesliga  | Bundesliga | Coppa di Germania | Coppa di Germania | Coppa di Germania | Coppa di Germania | Coppa delle Coppe | Coppa delle Coppe | Coppa delle Coppe | Coppa delle Coppe | Totale   | Totale | Totale      | Totale     |
| Giocatore      | Presenze   | Reti       | Ammonizioni | Espulsioni | Presenze          | Reti              | Ammonizioni       | Espulsioni        | Presenze          | Reti              | Ammonizioni       | Espulsioni        | Presenze | Reti   | Ammonizioni | Espulsioni |
| -------------- | ---------- | ---------- | ----------- | ---------- | ----------------- | ----------------- | ----------------- | ----------------- | ----------------- | ----------------- | ----------------- | ----------------- | -------- | ------ | ----------- | ---------- |
| F. Boyens      | 23         | 3          | 0           | 0          | 1                 | 0                 | 0                 | 0                 | 6                 | 3                 | 0                 | 0                 | 30       | 6      | 0           | 0          |
| H. Bähre       | 22         | 1          | 0           | 0          | 2                 | 0                 | 0                 | 0                 | 6                 | 1                 | 0                 | 0                 | 30       | 2      | 0           | 0          |
| H. Dehn        | 11         | 3          | 0           | 0          | 1                 | 0                 | 0                 | 0                 | 3                 | 0                 | 0                 | 0                 | 15       | 3      | 0           | 0          |
| B. Dörfel      | 5          | 1          | 0           | 0          | 0                 | 0                 | 0                 | 0                 | 2                 | 0                 | 0                 | 0                 | 7        | 1      | 0           | 0          |
| C. Dörfel      | 27         | 15         | 0           | 0          | 1                 | 0                 | 0                 | 0                 | 6                 | 2                 | 0                 | 0                 | 34       | 17     | 0           | 0          |
| W. Giesemann   | 30         | 6          | 0           | 0          | 2                 | 0                 | 0                 | 0                 | 7                 | 2                 | 0                 | 0                 | 39       | 8      | 0           | 0          |
| E. Kreuz       | 25         | 5          | 0           | 0          | 1                 | 0                 | 0                 | 0                 | 7                 | 0                 | 0                 | 0                 | 33       | 5      | 0           | 0          |
| G. Krug        | 26         | 0          | 0           | 0          | 1                 | 0                 | 0                 | 0                 | 6                 | 0                 | 0                 | 0                 | 33       | 0      | 0           | 0          |
| H. Krämer      | 1          | 0          | 0           | 0          | 0                 | 0                 | 0                 | 0                 | 0                 | 0                 | 0                 | 0                 | 1        | 0      | 0           | 0          |
| L. Kröpelin    | 7          | 0          | 0           | 0          | 0                 | 0                 | 0                 | 0                 | 1                 | 0                 | 0                 | 0                 | 8        | 0      | 0           | 0          |
| J. Kurbjuhn    | 29         | 0          | 0           | 0          | 2                 | 0                 | 0                 | 0                 | 7                 | 1                 | 0                 | 0                 | 38       | 1      | 0           | 0          |
| J. Meinke      | 0          | 0          | 0           | 0          | 0                 | 0                 | 0                 | 0                 | 0                 | 0                 | 0                 | 0                 | 0        | 0      | 0           | 0          |
| E. Piechowiak  | 12         | 1          | 0           | 0          | 0                 | 0                 | 0                 | 0                 | 3                 | 0                 | 0                 | 0                 | 15       | 1      | 0           | 0          |
| U. Reuter      | 3          | 0          | 0           | 0          | 1                 | 0                 | 0                 | 0                 | 1                 | 0                 | 0                 | 0                 | 5        | 0      | 0           | 0          |
| H. Sandmann    | 0          | 0          | 0           | 0          | 0                 | 0                 | 0                 | 0                 | 1                 | 0                 | 0                 | 0                 | 1        | 0      | 0           | 0          |
| H. Schnoor     | 29         | 0          | 0           | 0          | 2                 | 0                 | 0                 | 0                 | 7                 | 0                 | 0                 | 0                 | 38       | 0      | 0           | 0          |
| D. Seeler      | 22         | 2          | 0           | 0          | 2                 | 0                 | 0                 | 0                 | 5                 | 0                 | 0                 | 0                 | 29       | 2      | 0           | 0          |
| U. Seeler      | 30         | 30         | 0           | 0          | 2                 | 2                 | 0                 | 0                 | 6                 | 5                 | 0                 | 0                 | 38       | 37     | 0           | 0          |
| H. Stapelfeldt | 14         | 0          | 0           | 0          | 1                 | 0                 | 0                 | 0                 | 3                 | 0                 | 0                 | 0                 | 18       | 0      | 0           | 0          |
| C. Vogler      | 4          | 1          | 0           | 0          | 2                 | 0                 | 0                 | 0                 | 0                 | 0                 | 0                 | 0                 | 6        | 1      | 0           | 0          |
| P. Woldmann    | 2          | 0          | 0           | 0          | 0                 | 0                 | 0                 | 0                 | 0                 | 0                 | 0                 | 0                 | 2        | 0      | 0           | 0          |
| P. Wulf        | 8          | 1          | 0           | 0          | 1                 | 0                 | 0                 | 0                 | 0                 | 0                 | 0                 | 0                 | 9        | 1      | 0           | 0          |